# Щоденник машиніста
«Щоденник машиніста» (серб. Dnevnik mašinovođe, Дневник машиновође) — сербсько-хорватський комедійно-драматичний фільм, знятий Мілошем Радовичем. Світова прем'єра стрічки відбулась 23 червня 2016 року на Московському міжнародному кінофестивалі. Фільм розповідає про хлопця Сіма, якому батько допомагає стати «справжнім машиністом».
Фільм був висунутий Сербією на премію «Оскар» за найкращий фільм іноземною мовою.

## У ролях
- Лазар Ристовський — Ілля
- Петар Корач — Сіма
- Миряна Каранович — Ягода

## Визнання
| Нагороди та номінації фільму «Щоденник машиніста» | Нагороди та номінації фільму «Щоденник машиніста» | Нагороди та номінації фільму «Щоденник машиніста» | Нагороди та номінації фільму «Щоденник машиніста» | Нагороди та номінації фільму «Щоденник машиніста» | Нагороди та номінації фільму «Щоденник машиніста» |
| Рік                                               | Кінопремія / Кінофестиваль                        | Категорія / Нагорода                              | Номінант                                          | Результат                                         |                                                   |
| ------------------------------------------------- | ------------------------------------------------- | ------------------------------------------------- | ------------------------------------------------- | ------------------------------------------------- | ------------------------------------------------- |
| 2016                                              | Московський міжнародний кінофестиваль             | «Золотий Георгій» за найкращий фільм              | «Щоденник машиніста»                              | Номінація                                         |                                                   |
| 2016                                              | Московський міжнародний кінофестиваль             | Приз глядацьких симпатій                          | «Щоденник машиніста»                              | Перемога                                          |                                                   |